# 1175

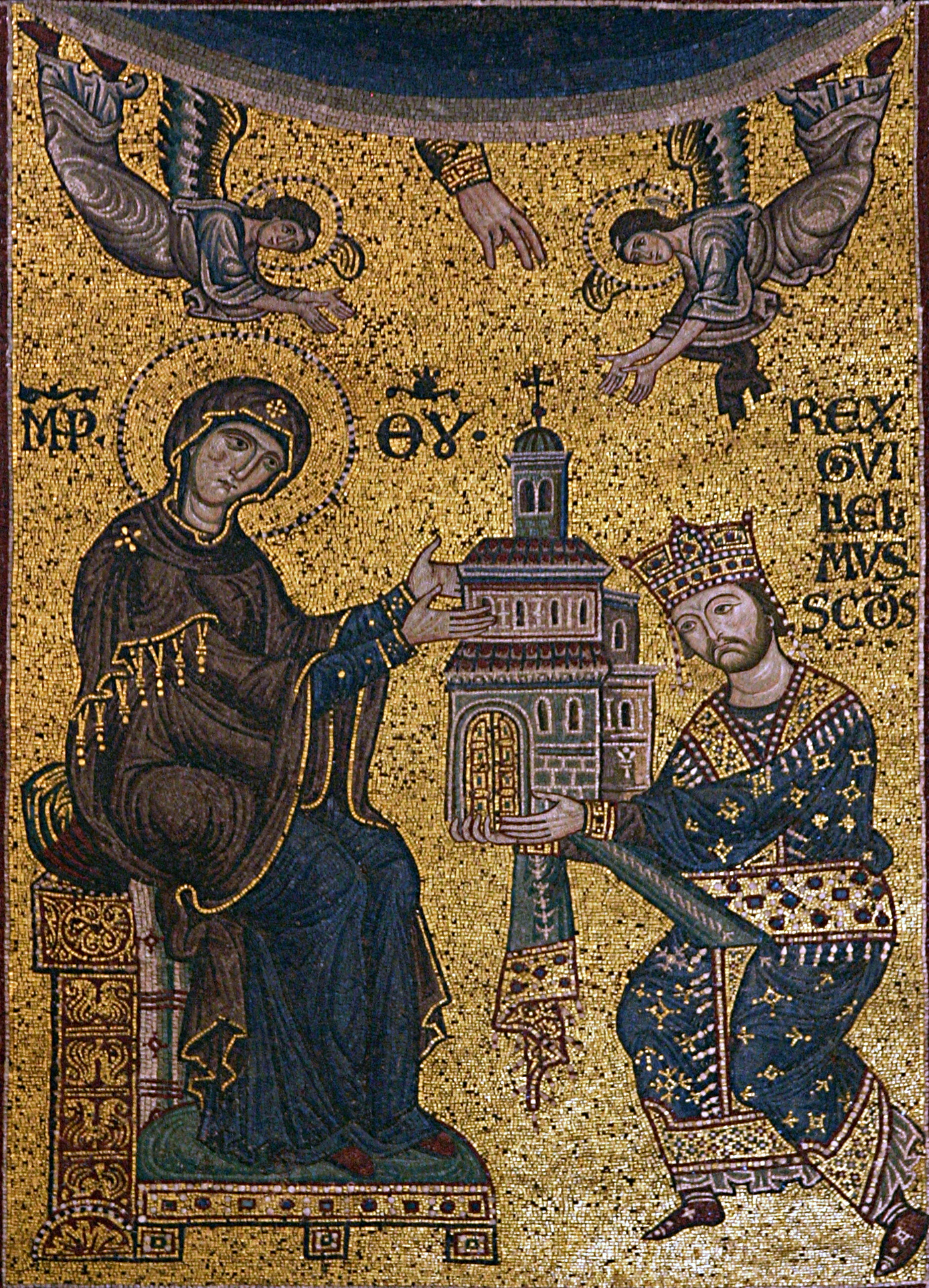
Willem II van Sicilië biedt Maria de kathedraal van Monreale aan.

Het jaar 1175 is het 75e jaar in de 12e eeuw volgens de christelijke jaartelling.

## Gebeurtenissen
- Verdrag van Windsor tussen Hendrik II van Engeland en Ruaidrí Ua Conchobair, de hoge koning van Ierland. Ruaidrí krijgt een koninkrijk bestaande uit Ierland met uitzondering van de omgeving van Dublin, Leinster en Waterford, maar moet schatplicht betalen aan Engeland.
- Venetië sluit een twintigjarig verdrag met koning Willem II van Sicilië. Het biedt grote handelsvoordelen die de verbroken betrekkingen met Byzantium moeten compenseren.
- De universiteit van Modena wordt gesticht.
- Petrus Comestor voltooit de Historia scholastica (jaartal bij benadering)
- kloosterstichting: Kloosterburen
- De latere koning Sancho I van Portugal trouwt met Dulce van Barcelona
- Totale maansverduistering valt samen met Halloween, volgende maal dat dit samenvalt is 2897.

## Opvolging
- patriarch van Alexandrië (Grieks): Elias II opgevolgd door Eleutherius
- Cilicisch Armenië: Mleh opgevolgd door zijn neef Ruben III
- Vietnam: Lý Anh Tông opgevolgd door zijn zoon Lý Cao Tông (jaartal bij benadering)

## Geboren
- Filips I, markgraaf van Namen
- Margaretha van Hongarije, echtgenote van Isaäk II Angelos
- Poppo van Andechs-Meranië, bisschop van Bamberg
- Otto IV, koning en keizer van het Heilige Roomse Rijk (1198-1218) (of 1176)
- Albrecht I van Saksen, hertog van Saksen (1212-1261) (jaartal bij benadering)
- Albrecht II, markgraaf van Brandenburg (1205-1220) (jaartal bij benadering)
- Andreas II, koning van Hongarije (1205-1235) (jaartal bij benadering)
- Emo van Bloemhof, Nederlands abt (jaartal bij benadering)
- Folpert van der Lede, Nederlands edelman (jaartal bij benadering)
- Frederik I, hertog van Oostenrijk (1194-1198) (jaartal bij benadering)
- Hendrik I, graaf van Rodez
- Michael Scot, Schots geleerde
- Raymundus van Peñafort, Spaans kerkjurist (jaartal bij benadering)
- Robert Grosseteste, bisschop van Lincoln en filosoof (jaartal bij benadering)
- Sava, eerste aartsbisschop van Servië (Jaartal bij benadering)
- Walter van Marvis, bisschop van Doornik (jaartal bij benadering)

## Overleden
- 3 maart - Frederik van Hallum, Nederlands abt
- 13 november - Hendrik van Frankrijk, aartsbisschop van Reims
- Mleh, vorst van Armenië (1170-1175)
- Otto van Assel, Nederlands edelman